# Copkiller (L'assassino dei poliziotti)
Copkiller (L'assassino dei poliziotti) è un film del 1983 diretto da Roberto Faenza.
Il regista è anche coautore della sceneggiatura insieme a Ennio De Concini e Hugh Fletwood.
Il film, accolto con giudizi contrastanti, è considerato un precursore de Il cattivo tenente diretto da Abel Ferrara del 1992, sempre con Harvey Keitel protagonista.

## Trama
A New York sei poliziotti della squadra narcotici vengono uccisi da un misterioso assassino.
Il tenente Fred O'Connor viene incaricato delle indagini. O'Connor è un uomo dal carattere scontroso e violento, considera i deboli e i drogati alla stregua di delinquenti e conduce una doppia vita, avendo da anni una relazione amichevole, quasi omosessuale segreta con l'amico e collega Bob Carvo, con il quale è anche proprietario di un lussuoso appartamento in un quartiere centrale della città. Nelle giornate di riposo O'Connor è solito andare nell'appartamento in incognito, farsi una doccia e poi ascoltare musica con l'ottimo impianto hi-fi fumando i suoi sigari preferiti.
Quando Leo, un giovane psicopatico erede di una grande fortuna, pedina e in seguito si consegna a O'Connor dichiarando di essere il serial killer, Fred non lo prende sul serio, ma per capirne di più decide di sequestrarlo e rinchiuderlo nell'appartamento. O'Connor è incuriosito dal ragazzo, che lo guarda sempre con aria di sfida ed è anche irrispettoso nei suoi confronti. Per farlo parlare Fred lo tortura in cucina e poi lo costringe a vivere e mangiare come se fosse un cane, ma non ottiene nulla perché Leo è masochista. Leo presto diventa un personaggio ingombrante, Bob è spaventato dall'accaduto e non approva il sequestro del ragazzo. Ciò genera disaccordo con Fred e tra i due si spezza l'armonia.
La situazione presto degenera: Bob, nel tentativo di liberare il ragazzo, rimane accidentalmente ucciso e Fred crede di essere colpevole. Lo fa sgozzare da Leo nel parco, ma egli scappa. Fred poi si vede con Lenore, moglie di Bob, di cui è segretamente innamorato, per un incontro molto formale: in un secondo appuntamento Fred racconta tutta la verità a Lenore, parlando anche dell'appartamento che aveva comprato con Bob.
Nell'epilogo Leo incastra abilmente Fred come Copkiller davanti a Lenore e ai poliziotti e ne provoca di fatto il suicidio, visto che Fred è in una situazione ormai senza scampo,  dopo avergli rivelato di essere lui stesso il Copkiller.